# Toni Stadler
Toni Stadler (München, 5 september 1888 – aldaar, 5 april 1982) was een Duitse beeldhouwer en tekenaar.

## Leven en werk
Stadler was de zoon van de, oorspronkelijk uit Oostenrijk afkomstige, landschapsschilder Anton von Stadler (de medeoprichter van de Münchener Sezession). Hij studeerde van 1906 tot 1909 aan de Königliche Kunstgewerbeschule München en werkte van 1909 tot 1911 in het atelier van de beeldhouwer August Gaul in Berlijn.
Na de Eerste Wereldoorlog zette hij zijn studie voort aan de Akademie der Bildenden Künste München bij Hermann Hahn. In 1925 huwde hij met de kunstenares Hedda von Kaulbach, tweede dochter van schilder Friedrich August Sigmund von Kaulbach en violiste Frida Schytte. Ze trokken samen voor de duur van twee jaar naar Parijs, waar Stadler vooral contact had met Aristide Maillol. In de jaren die volgden stond Stadler sterk onder invloed van het werk van Marino Marini en Henri Laurens.
In 1942 werd hij benoemd tot hoogleraar aan de Städelschule in Frankfurt am Main. Van 1946 tot 1958 volgde een hoogleraarschap aan de Akemie der Bildenden Künste in München, waar hij vanaf 1953 tevens het vicepresidentschap bekleedde. Tot zijn studenten behoorden Christa von Schnitzler, Michael Croissant, Hans Steinbrenner en Herbert Peters.
Stadler werd als deelnemer uitgenodigd bij documenta 1 in 1955, II in 1959 en III in 1964 in Kassel.

## Werken (selectie)
- Frauenbildnis (1934), Lehmbruck-Museum in Duisburg
- Heinrich Heine-Brunnen(1957/58), Dichtergarten in München
- Porträt Fräulein Hotter (1958), Lehmbruck-Museum in Duisburg
- Kniende Figur - Eos (1958), Beeldenpark van het Lehmbruck-Museum in Duisburg
- Aglaia (1961), Beeldenpark van de Pinakotheken München in München
- Karl-Amadeus-Hartmann-Gedächtnisbrunnen (1971), Maximiliansplatz in München

## Prijzen
- 1947 Aanmoedigingsprijs beeldende kunst van de Beierse hoofdstad München
- Villa-Romana-Preis (tweemaal) voor een verblijf in Florence
- 1964 Groot "Verdienstkreuz" van de Bondsrepubliek Duitsland
- 1974 Culturele prijs van de stad München

## Fotogalerij

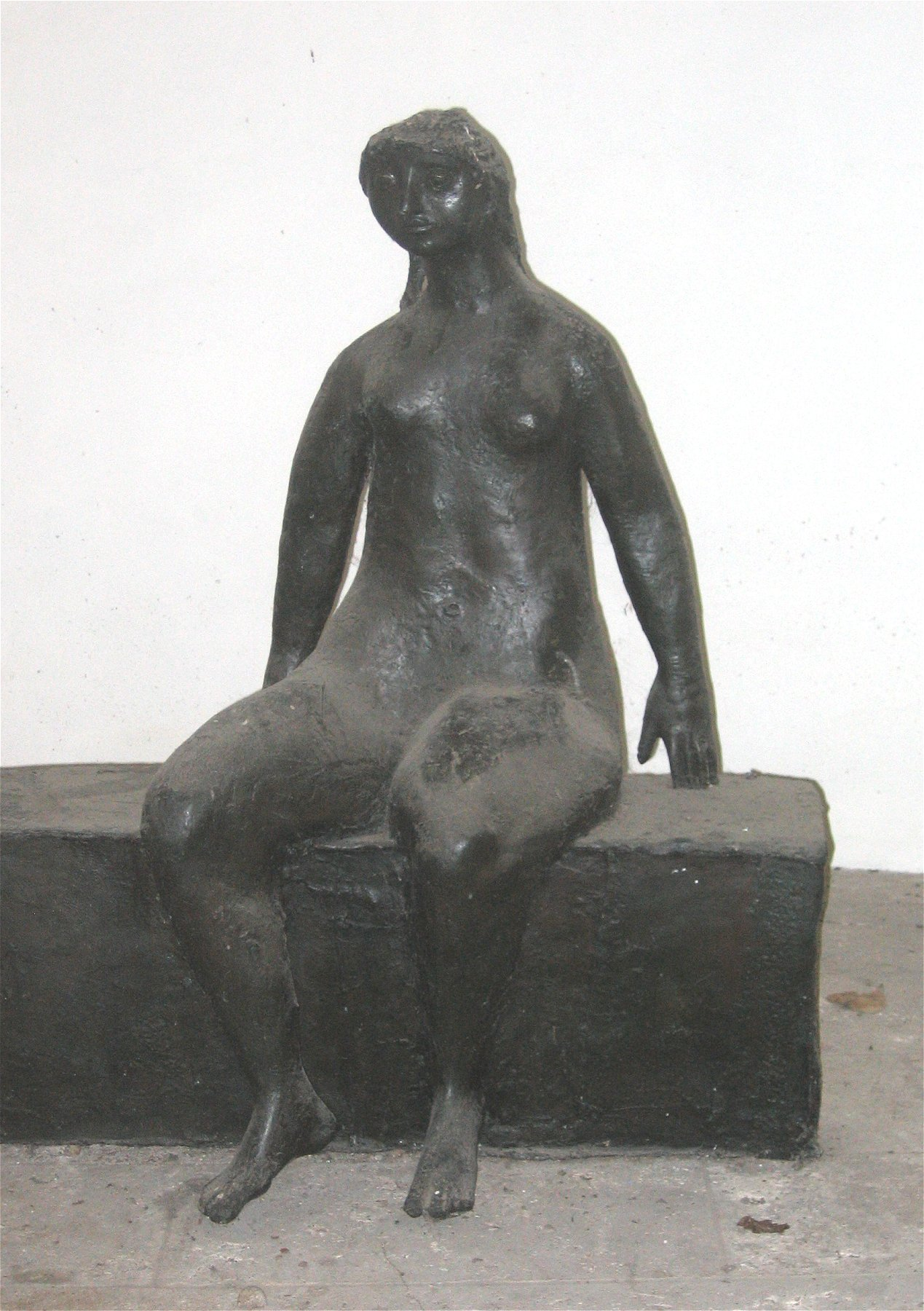
Heine-Brunnen, München
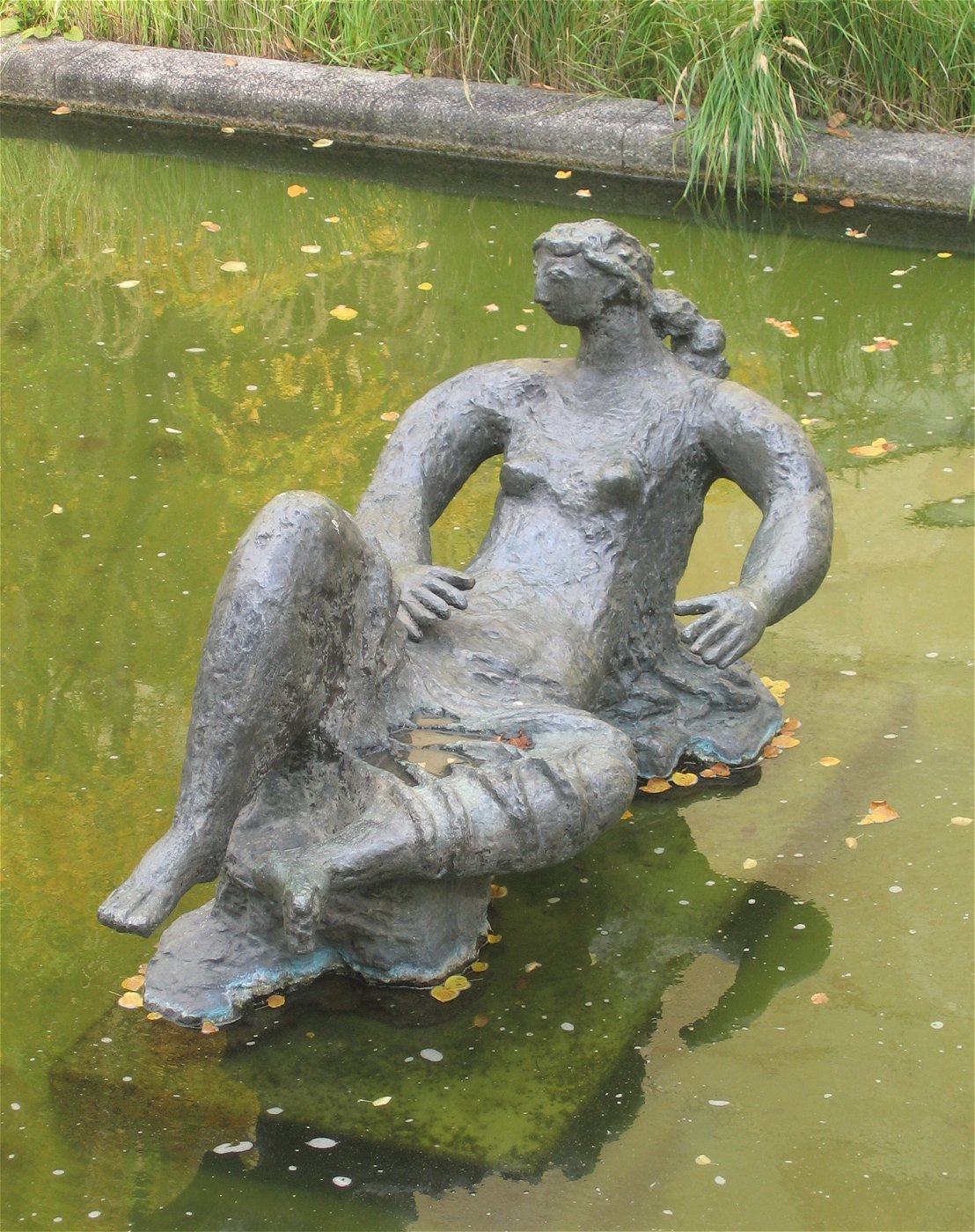
Aglaia (1961),Neue Pinakothek, München
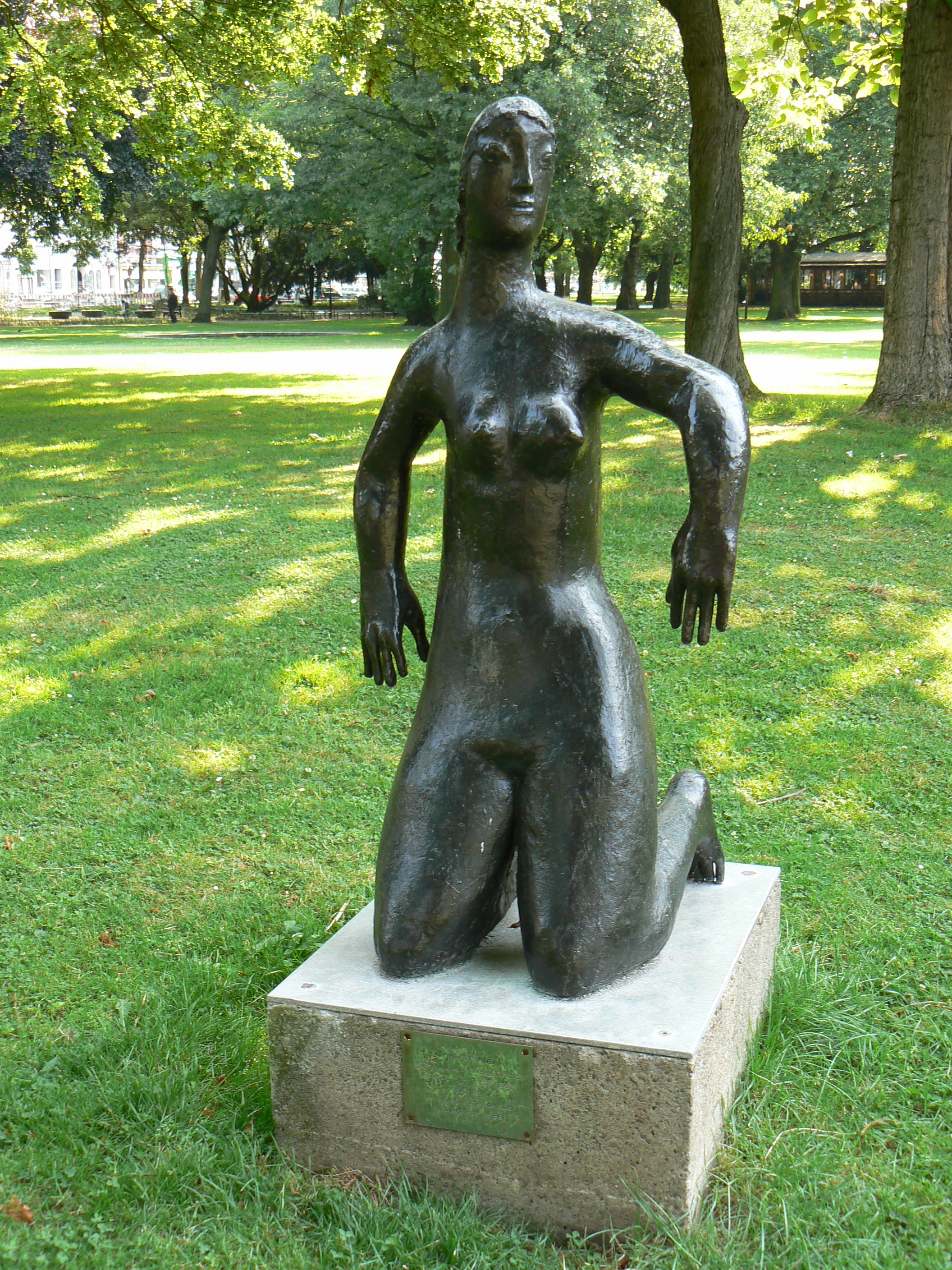
Kniende Figur - Eos (1958), Duisburg
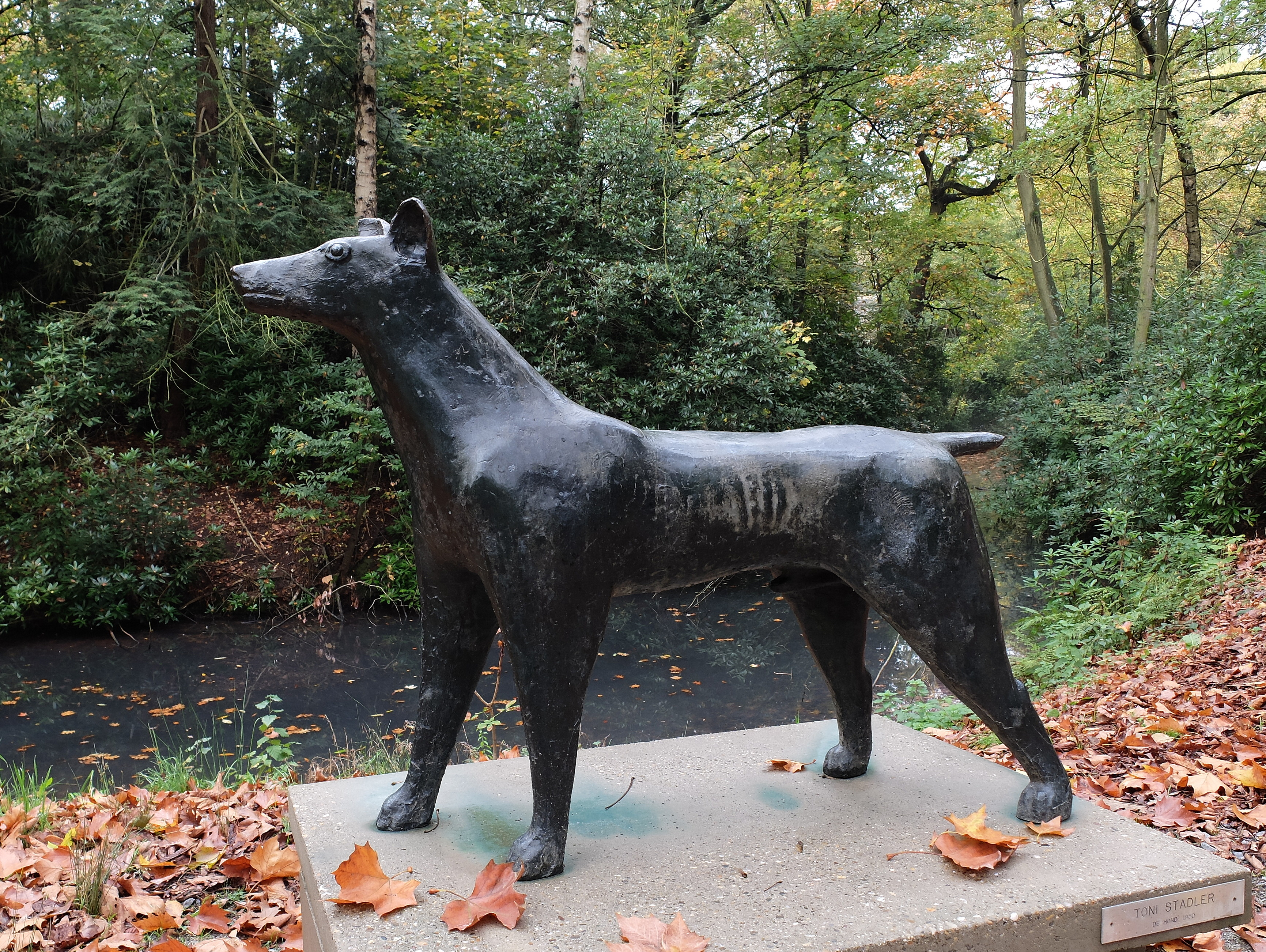
De hond (1950), Antwerpen